# Neodregea
Neodregea es un género de plantas herbáceas con una especie, perteneciente a la familia Colchicaceae. Sobre la base de estudios moleculares se ha propuesto que este género fuera incluido dentro de Wurmbea., por lo que la única especie descrita para este género, Neodregea glassii C.H.Wright, se considera un sinónimo de Wurmbea glassii (C.H.Wright) J.C.Manning & Vinn.